# Colonne sonore di Friends
Questa pagina descrive tutti i CD contenenti la colonna sonora del telefilm statunitense Friends.

## Friends
Friends è il primo CD contenente la colonna sonora del telefilm omonimo.
Il cd contiene anche il brano I'll Be There For You dei The Rembrandts, sigla di apertura di tutte le stagioni della serie, sia nella sua versione televisiva, di circa 1 minuto e mezzo, sia nella sua versione intera.

### Tracce
1. I'll Be There For You (TV Version) - The Rembrandts
2. I Go Blind - Hootie & The Blowfish
3. Good Intentions - Toad The Wet Sprocket
4. You'll Know You Were Loved - Lou Reed
5. Sexuality - K.D. Lang
6. Shoe Box - Barenaked Ladies
7. It's A Free World Baby - R.E.M.
8. Sunshine - Paul Westerberg
9. Angel Of The Morning - Pretenders
10. In My Room - Grant Lee Buffalo
11. Big Yellow Taxi - Joni Mitchell
12. Stain Yer Blood - Paul Westerberg
13. I'll Be There For You - The Rembrandts

## Friends Again
Friends Again è il secondo CD contenente la colonna sonora del telefilm omonimo.
Il pezzo I'll Be There For You dei The Rembrandts, sigla di apertura di tutte le stagioni della serie, è nuovamente presente, insieme ad alcuni remix. Inoltre è presente nel disco un medley delle varie versioni di Smelly Cat (in Italia Gatto rognoso), la canzone che spesso cantava Phoebe Buffay al Central Perk.

### Tracce
1. Introduction - Friends Again
2. Every Word Means No - Smash Mouth
3. Delicious - Semisonic
4. Trouble With Boys - Loreta
5. I Wouldn't Normally Do This Kind Of Thing - Robbie Williams
6. Summer - Lisa Loeb
7. What Reason - Deckard
8. Angel And The Jerk - Billie Joe Armstrong - Houston*Penelope
9. Question Everything - Eight Stops Seven
10. Smelly Cat Medley - Phoebe Buffay & The Hairballs - Feat. The Pretenders
11. View From The Other Side - Duncan Sheik
12. Beats The Hell Out Of Me - Waltons
13. Friends 'Til The End (I'll Be There For You) - Thor-el
14. Friends 'Til The End (I'll Be There For You) (Remix, Hidden Track) - Thor-el

## Friends The Ultimate Soundtrack
Friends The Ultimate Soundtrack è un doppio CD uscito nel 2005 in occasione della fine della serie televisiva Friends, che comprende tutti i brani facenti parte della colonna sonora del telefilm, già precedentemente pubblicati in Friends e Friends Again, più alcuni altri pezzi.

### Tracce
CD 1
1. I'll Be There For You - The Rembrandts
2. Never There - Cake
3. Closing Time - Semisonic
4. Trouble With Boys - Loreta
5. Tainted Love - Soft Cell
6. Smooth - Carlos Santana & Matchbox 20
7. Wonderful Tonight - Eric Clapton
8. Good Intentions - Toad The Wet Sprocket
9. Don't Stand So Close To Me - The Police
10. Horse With No Name - America
11. Stain Yer Blood - Paul Westenberg
12. Girls Just Want to Have Fun - Cyndi Lauper
13. Sexuality - K.D. Lang
14. The Reason - Hoobastank
15. Ride With Me - Nelly
16. You Make Me Feel (Mighty Real) - Sylvester
17. Wicked Game - Chris Isaak

CD 2
1. Shiny Happy People - R.E.M.
2. Shoe Box - Barenaked Ladies
3. Funkytown - Lipps Inc.
4. Untitled - Interpol
5. All by Myself - Eric Carmen
6. Der Kommissar - After the Fire
7. Question Everything - 8STOPS7
8. Take a Bow - Madonna
9. Brimful of Asha - Cornershop
10. Let Me Blow Ya Mind - Eve & Gwen Stefani
11. Looks Like We Made It - Barry Manilow
12. Time Of The Season - Zombies
13. Big Time Operator - Big Bad Voodoo Daddy
14. London Calling - The Clash
15. Fallin' - Alicia Keys
16. With or Without You - U2
17. Smelly Cat Medley - Phoebe Buffay